# Rafał Szłapa
Rafał Szłapa (ur. 30 stycznia 1976 w Bielsku-Białej) – polski ilustrator, grafik i autor komiksów.
Absolwent bielskiego Liceum Sztuk Plastycznych, a następnie krakowskiej Akademii Sztuk Pięknych na wydziale grafiki. Jest twórcą grafik i ilustracji, storyboardów, plakatów, okładek książkowych, przez wiele lat związany z rynkiem reklamowym. Od 2010 roku pracuje nad własnym cyklem o polskim superbohaterze: Bler.
Mieszka w Krakowie.

## Publikacje[1]

### Ilustracje książkowe
- 2019 - Zew Cthulhu, polska edycja
- 2016 - Na skraju Strefy, tom 1
- 2016 - Lichwiarz
- 2016 - Krew i stal
- 2016 - Upadła świątynia
- 2015 - Sowie Zwierciadło
- 2015 - Największa z przygód
- 2010 - Tryumf Lisa Reinicke
- 2009 - Kłopoty w Hamdirholm
- 2008 - Drewniana Twierdza
- 2008 - Srebrna Łania z Visby
- 2008 - Droga do Nidaros
- 2007 - Opowieści o Vimce (ilustrator, okładka)
- 2007 - Czarna Ikona, tom 2

### Komiksy
- The Unbreakable Zamperini: A World War II Survivor's Brave Story, Capstone Press ISBN 978-1543575484 2019 (rysunek)[3]
- 2018 - Bler - 7 - Nieistnienie (rysunek, scenariusz)
- 2017 - P jak Paradoks, Opowieść o Fiacie 125p (rysunek)
- 2017 - Special. Legenda północy (rysunek)
- 2017 - Bler - 6 - Psie imperium (rysunek, scenariusz)
- 2016 - Akt - 13 - (październik 2016) (rysunek, scenariusz)
- 2015 - Zin Free Zone - 2 (rysunek, scenariusz)
- 2015 - Bler - 5 - Człowiek ze światła (rysunek, scenariusz)
- 2014 - Bler - 4 - Stan strachu (rysunek, scenariusz)
- 2013 - Profanum - 2 (rysunek)
- 2012 - Niczego sobie - komiksy o mieście Gliwice (rysunek, scenariusz)
- 2012 - Bler - 3 - Ostatni wyczyn (rysunek, scenariusz)
- 2011 - Bler - 2 - Zapomnij o przeszłości (rysunek, scenariusz)
- 2010 - Bler - 1 - Lepsza wersja życia (rysunek, scenariusz)
- 2008 - Słynni Polscy Olimpijczycy - 20 - Renata Mauer-Różańska (rysunek)
- 2008 - Słynni Polscy Olimpijczycy - 7 - Janusz Kusociński (rysunek)
- 2006 - Pozdrowienia z Interstrefy - Antologia komiksów Rafała Szłapy (rysunek, scenariusz)
- 2006 - Dampc - 2 - Prywatny detektyw (rysunek)
- 2003 - Piekielne wizje (rysunek)
- 2002 - Kapitan Żbik (Fani) - 3 - Wesoły finał (rysunek)
- 2002 - Janosik (Post) - 2 - Wydanie zbiorcze (I-III), cz.1 (kolor)
- 2001 - Janosik (Post) - 1 - Pierwsze kroki (kolor)
- 1998 - Komiks Forum - 8 - Komiks '98 (rysunek)

### Okładki
- 2019 - Fenix Antologia - 8/2019
- 2017 - InBetween (gra planszowa)
- 2017 - SuperHero Magazyn - 21 - (04/2017) okładka D
- 2017 - SuperHero Magazyn - 21 - (04/2017) okładka C
- 2017 - SuperHero Magazyn - 21 - (04/2017) okładka B
- 2017 - SuperHero Magazyn - 17 - (9/2016) edycja kolekcjonerska pomniejszona (okładka)
- 2017 - SuperHero Magazyn - 17 - (9/2016) edycja kolekcjonerska (okładka)
- 2016 - Zeszyty Komiksowe - 21 - (maj 2016) Komiks od kuchni
- 2016 - SuperHero Magazyn - 14 - (6/2016) edycja pomniejszona
- 2016 - SuperHero Magazyn - 14 - (6/2016) edycja limitowana
- 2016 - Lis - 4 - Obława (okładka limitowana)
- 2016 - I wrzucą was w ogień - SQN
- 2016 - Dopóki nie zgasną gwiazdy - SQN
- 2015 - Żywe Trupy - Zejście - SQN
- 2015 - SuperHero Magazyn - 6 - (4/2015) wersja limitowana
- 2015 - SuperHero Magazyn - 4 - (2/2015) wersja limitowana
- 2015 - SuperHero Magazyn - 4 - (2/2015) B&W Edition
- 2015 - SuperHero Magazyn - 4 - (2/2015)
- 2015 - Kapitan Żbik - 54 - Pięć błękitnych goździków (okładka A)
- 2014 - Umarłem na Gibraltarze
- 2010 - Sceny z życia murarza (okładka)
- 2007 - Opowieści o Vimce - Fabryka Słów

### Plakaty
- Nędza, reż Filip Rudnicki 2010
- Twardy jak Stalin, reż Filip Rudnicki 2012
- X-wing, Regional Championship Wolomin 2017
- 29. Międzynarodowy Festiwal komiksów i gier w Łodzi 2018
- Kapitan Żbik i złoty saturator - Musical, reż. Wojciech Kościelniak 2020

### Gry
- Raven Manor - Bear's Workshop, 2024[4]
- Win!Cha Board game - Salva’s Creation, 2018[5]
- Wanted :Rich or dead - Galakta Games, 2017[5]
- Dwarves in trouble - Hex, 2016[5]
- Clockwork Tales: Of Glass and Ink - Artifex Mundi, 2013[6]

## Wystawy
- Świat zaklęty w obrazach - Biblioteka Kraków - Kraków 2019[7]
- Opowieści z dymkiem - Galeria „Tyle światów” Oświęcimskiego Centrum Kultury - Oświęcim 2019[8]
- Wystawa i spotkanie autorskie - Yatta Centrum Popkultury - Warszawa 2019
- Teraz komiks! - Muzeum Narodowe w Krakowie 2018[9]
- Moje życie z komiksem - Galeria Bałucka - Miejskiej Galeria Sztuki - Łódź 2018[10]
- Wystawa w ramach Wrocławskich Dni Fantastyki - Centrum Kultury Zamek - Leśnica 2017[11]
- Nieruchome filmy, Pyskowice 2016[12]
- Komiks polski: historie w dymkach -  Kolegium Nauczycielskie Lewinskiego - Tel Awiw 2012[13]
- Wystawa komiksu polskiego w Tokio - Galeria Uplink - Tokio, 2011[14]
- Wystawa poplenerowa - Zamek Sułkowskich - Bielsko-Biała 1994[15]
- La bande dessinée polonaise au Festival d'Angoulême, Angoulême, 2022[16]

## Nagrody
- 1994 - III nagroda w konkursie poplenerowym, zorganizowanym przez szkołę i Wydział Spraw Społecznych Urzędu Wojewódzkiego w Bielsku-Białej, dla uczczenia pamięci patrona szkoły – Juliana Fałata[15]
- 2010 - II wyróżnienie  w konkursie na komiks, 21. Międzynarodowy Festiwal Komiksu i Gier w Łodzi[17]
- 2017 - I nagroda w konkursie #CreativeAsus 2017[18]